# كوهي يوشيوكي
كوهي يوشيوكي (باليابانية: 吉行耕平؛ بالكانا: よしゆき こうへい) هو مصور ياباني، ولد في 1946 في هيروشيما في اليابان.